# Lucette Moreau (athlétisme)
Pour les articles homonymes, voir Lucette Moreau et Moreau.
Lucette Moreau (née le 17 janvier 1956 à Pointe-des-Cascades) est une athlète canadienne. Elle a participé aux épreuves du lancer du poids féminin et du lancer du disque féminin aux Jeux olympiques d'été de 1976.

## Palmarès
| Date | Compétition          | Lieu     | Résultat | Épreuve          | Performance |
| ---- | -------------------- | -------- | -------- | ---------------- | ----------- |
| 1975 | Jeux panaméricains   | Mexico   | 3e       | Lancer du poids  | 16,98 m     |
| 1978 | Jeux du Commonwealth | Edmonton | 3e       | Lancer du disque | 56,64 m     |